# Manuel Cappai
Manuel Fabrizio Cappai (* 9. Oktober 1992 in Cagliari) ist ein italienischer Amateurboxer im Halbfliegengewicht und Olympiateilnehmer von 2012 und 2016.

## Boxkarriere
Cappai wurde 2009 Italienischer Jugendmeister, sowie 2011, 2012 und 2013 Italienischer Meister. Bei den Jugend-Weltmeisterschaften 2010 in Baku schlug er Rosan Elegedara aus Sri Lanka (10:1), schied jedoch in der zweiten Vorrunde gegen den Iren Ryan Burnett (1:3) aus. 2011 gewann er die Goldmedaille beim Vlaznia-Turnier in Shkodra mit Finalsieg gegen Denny Hitarihun aus Indonesien (6:3).
Im März 2012 nahm er beim Chemiepokal in Halle teil, besiegte Santos Vasquez aus den USA (20:9) und Carlos Quipo aus Ecuador (12:11), ehe er im Halbfinale gegen Belik Galanow aus Russland (9:12) auf dem dritten Platz ausschied. Im April folgte die Teilnahme bei der Europäischen Olympiaqualifikation in Trabzon, wo er erneut den dritten Rang erreichte. Nach Siegen gegen Koryun Soghomonyan aus Armenien (13:10) und Łukasz Maszczyk aus Polen (19:8), verlor er im Halbfinale gegen Alexandar Alexandrow aus Bulgarien (5:9). Er war anschließend für die Olympischen Sommerspiele 2012 in London qualifiziert, unterlag dort jedoch noch in der Vorrunde gegen Mark Barriga von den Philippinen (7:17).
Im April 2013 gewann er gegen Ibrahim Mohammed aus Finnland (17:4) und Marcus Gévia (11:9) aus Frankreich, die Goldmedaille beim Gee-Bee-Turnier in Helsinki. Im Juni startete er bei den Europameisterschaften 2013 in Minsk, besiegte Tinko Banabakow aus Bulgarien (3:0), schied jedoch im Viertelfinale gegen David Hajrapetjan aus Russland (1:2) auf dem fünften Platz aus. Im Juni gewann er eine Bronzemedaille bei den Mittelmeerspielen in Mersin, nachdem er im Halbfinale gegen Mohamed Flissi aus Algerien (0:3) ausgeschieden war. Diesen hatte er jedoch 2011 in zwei Länderkämpfen besiegt.
Im Oktober startete er noch bei den Weltmeisterschaften 2013 in Almaty. Dort konnte er sich gegen Turat Osmonow aus Kirgisistan (3:0), Tosho Kashiwazaki aus Japan (3:0) und Chung-Hyok Ri aus Nordkorea (2:1) ins Viertelfinale vorkämpfen, wo er knapp gegen Yosvany Veitía aus Kuba (1:2) auf Platz 5 ausschied.
Im August 2014 gewann er nach knapper Halbfinalniederlage gegen Georgi Andonow aus Bulgarien (1:2), eine Bronzemedaille bei den EU-Meisterschaften in Sofia. Im April 2016 konnte er sich bei den europäischen Ausscheidungskämpfen in Samsun für die Olympischen Spiele 2016 qualifizieren. Dabei gelang ihm auch ein Sieg (3:0) gegen Dmytro Samotajew. Bei den Spielen selbst schied er im ersten Kampf gegen den US-Amerikaner Nico Hernández aus.
Bei den Europameisterschaften 2017 schied er im Viertelfinale aus und qualifizierte sich damit für die Weltmeisterschaften 2017 in Hamburg, wo er ebenfalls im Viertelfinale gegen Belik Galanow ausschied. Im Achtelfinale hatte er Dmytro Samotajew geschlagen.
Bei den Mittelmeerspielen 2018 in Spanien, den Europaspielen 2019 in Weißrussland und den Europameisterschaften 2022 in Armenien gewann er jeweils eine Bronzemedaille.